# Bergbohnenkrautöl
Bergbohnenkrautöl ist das ätherische Öl des Bergbohnenkrauts, das durch Wasserdampfdestillation gewonnen wird.

## Inhaltsstoffe
| Verbindung       | % Anteil des Öls |
| ---------------- | ---------------- |
| Monoterpene      | 40 bis 50        |
| alpha-Pinen      | 2,0 bis 20,0     |
| p-Cymen          | 10,0 bis 25,0    |
| Monoterpenole    | 10 bis 60        |
| Linalool         | 9 bis 54         |
| a-Terpineol      | 6 bis 9          |
| Phenole          | 20 bis 50        |
| Carvacrol        | 25 bis 50        |
| Thymol           | 1 bis 5          |
| Monoterpenketone | Spuren           |
| Ester            | Spuren           |
| Oxide            | Spuren           |

## Forschungsergebnisse zur Wirkung
Paul Belaiche führte Testreihen mit Bohnenkrautöl gegen die pathogenen Keime einiger verbreiteter Infektionskrankheiten durch, darunter Proteus morgani, Proteus rettegeri (Darminfektionen), Alcalescens dispar, Corynebacterium xerosa (Diphtherie), Neisseria flava (Nebenhöhlen- und Ohreninfektionen), Staphylococcus alba (Nahrungsmittelvergiftung), Klebsiella pneumoniae (Lungenentzündung), Candida albicans (Soor) mittels Aromatogramm durch. 
Die ermittelten Maßzahlen für die Fähigkeit des Bohnenkrautöls, das Wachstum der Keime zu hemmen lag zwischen 0,24 und 0,72 (0=keine Reaktion, 1=vollständige Hemmung). Aufgrund dieses Ergebnisses wurde das Öl von ihm in die Kategorie der am stärksten gegen Bakterien und Viren wirkenden Öle aufgenommen.